# 4282 Endate
4282 Endate eller 1987 UQ1 är en asteroid i huvudbältet som upptäcktes den 28 oktober 1987 av de båda japanska astronomerna Seiji Ueda och Hiroshi Kaneda i Kushiro. Den är uppkallad efter den japanske astronomen Kin Endate.
Asteroiden har en diameter på ungefär 7 kilometer.